# Föreningen för Kanot-Idrott
Pour les articles homonymes, voir FKI.
Föreningen för Kanot-Idrott (FKI), ou dans le contexte international Stockholm Canoe Club, est un club de canoë-kayak basée à Stockholm, en Suède. Fondé en 1900, FKI est le plus ancien club de canoë de Suède et précède de quatre ans l'organisation nationale de canoë-kayak Svenska Kanotförbundet. Le club est ouvert pour la pagaie et le kayak a voile.
Le club est basé sur la petite île de Måsholmen, juste à côté de Djurgården dans le centre de Stockholm.
FKI a été le pionnier de la pagaie et du le kayak a voile en Suède, inspiré par l'officier de marine Carl Smith et indirectement par la tournée en canoë de 1866 de John MacGregor de Kristiania à Stockholm. Plusieurs de membres du club ont contribué leurs propres conceptions de kayak innovantes, par ex. Sven Thorell, Gerhard Högborg, Arvid Rosengren et Nils-Göran Bennich-Björkman. En 1905 le membre Gustaf Nordin a fait une expédition pionnière à grande publicité avec son kayak de mer « Svea » quand il a pagayé de Stockholm à Paris, un événement important pour le canoë-kayak en France.